# 아마루베역
아마루베역(일본어: 餘部駅)은 일본 효고현 미카타군 가미정에 있는 서일본 여객철도의 철도역이다.
도요오카역이 관리하는 무인역이다.

## 역 구조
단식 1면 1선 구조의 지상역으로, 승강장은 양방향 공용이다. 정류소로 취급되고 있다. 철거된 아마루베 철교의 옛 교량의 일부 재료를 벤치로 재활용해 설치했다.

## 역세권 정보
아마루베 철교가 역의 바로 동쪽에 놓여 있다. 철교를 볼 수 있는 전망대가 역 뒤쪽에 있었으나, 새 교량의 건설 공사가 이루어짐에 따라 2008년 4월 11일부터 폐쇄되었다. 그 후, 2010년 11월 3일에 다시 개방되었다.
- 아마루베 해수욕장
- 국도 제178호선

## 사진

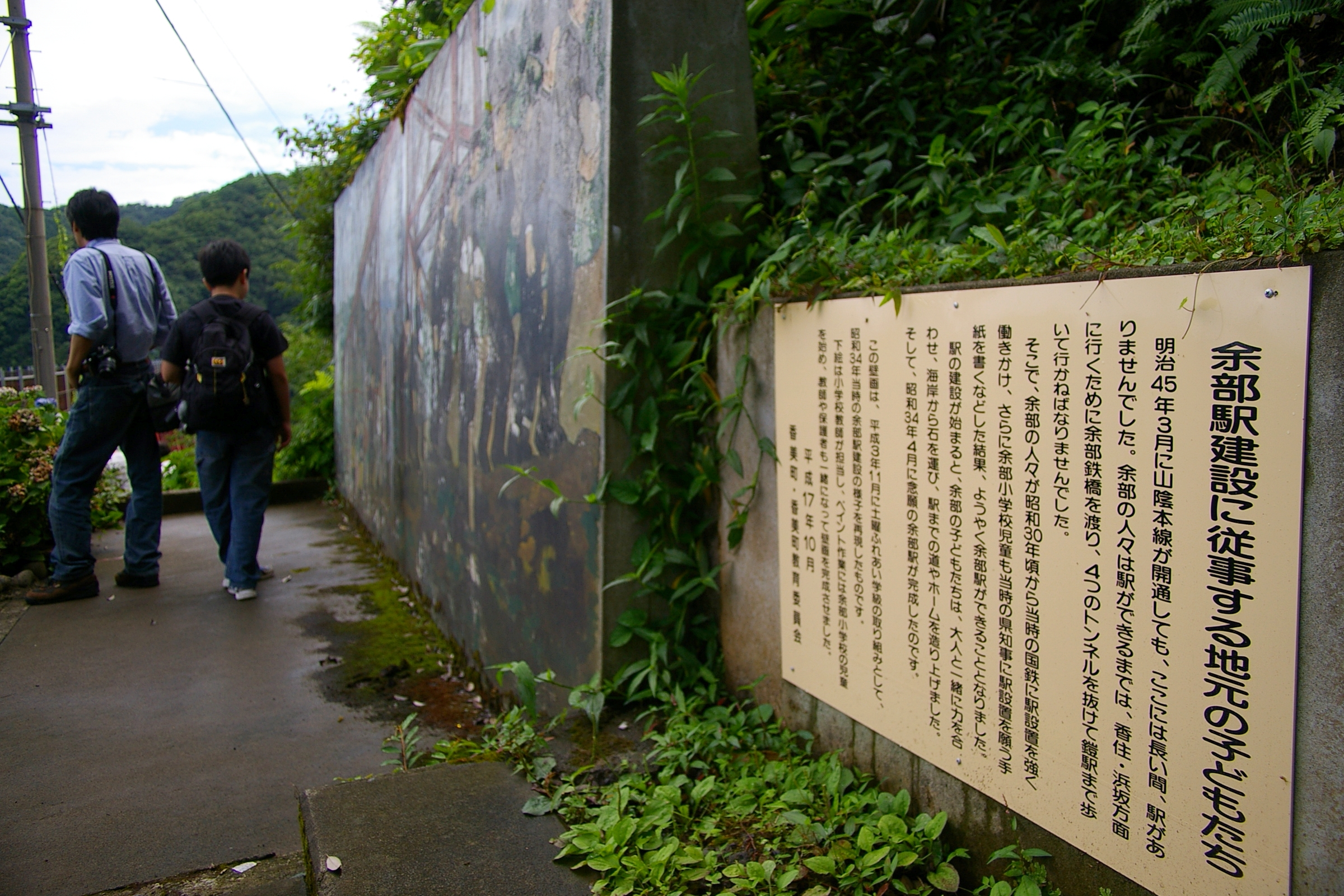
지역 초등학교에 다니는 학생이 그린 벽화
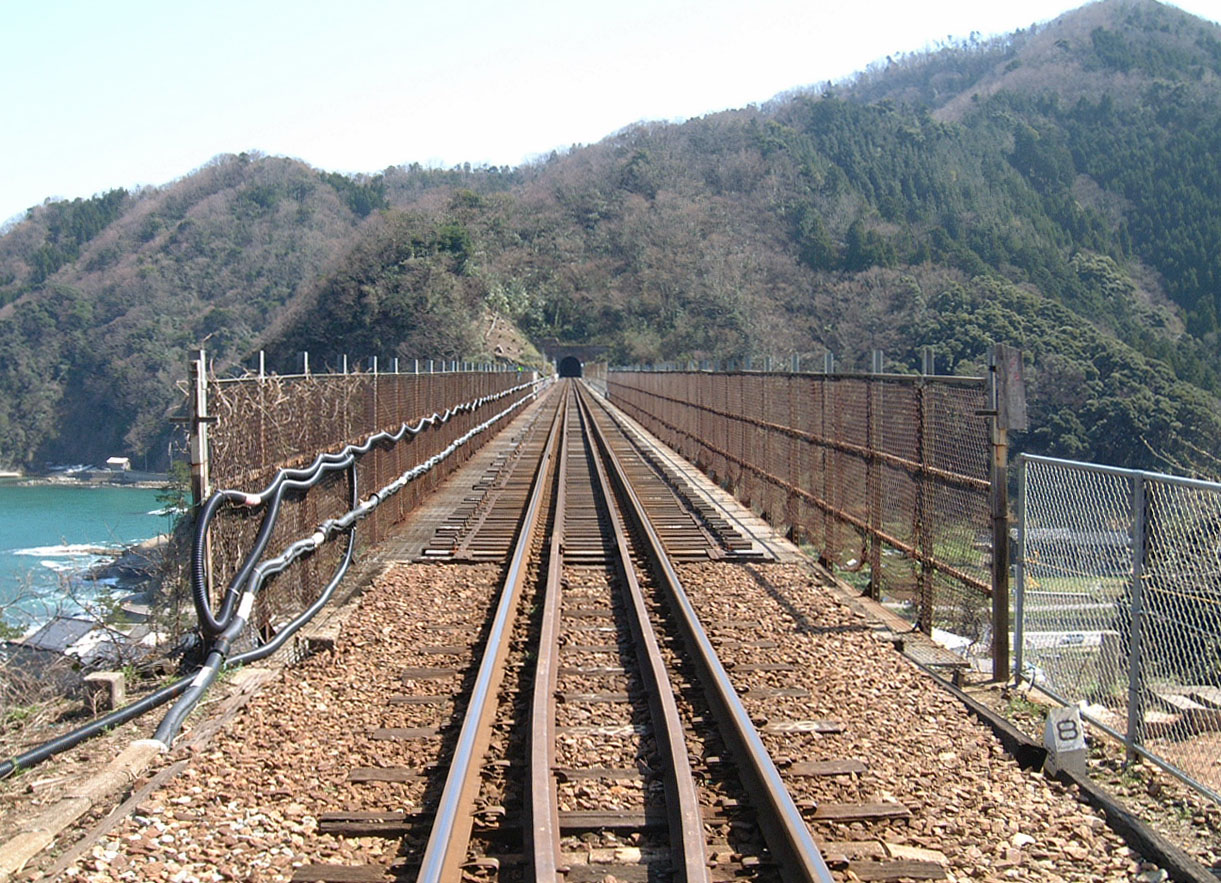
아마루베 철교 옛 교량
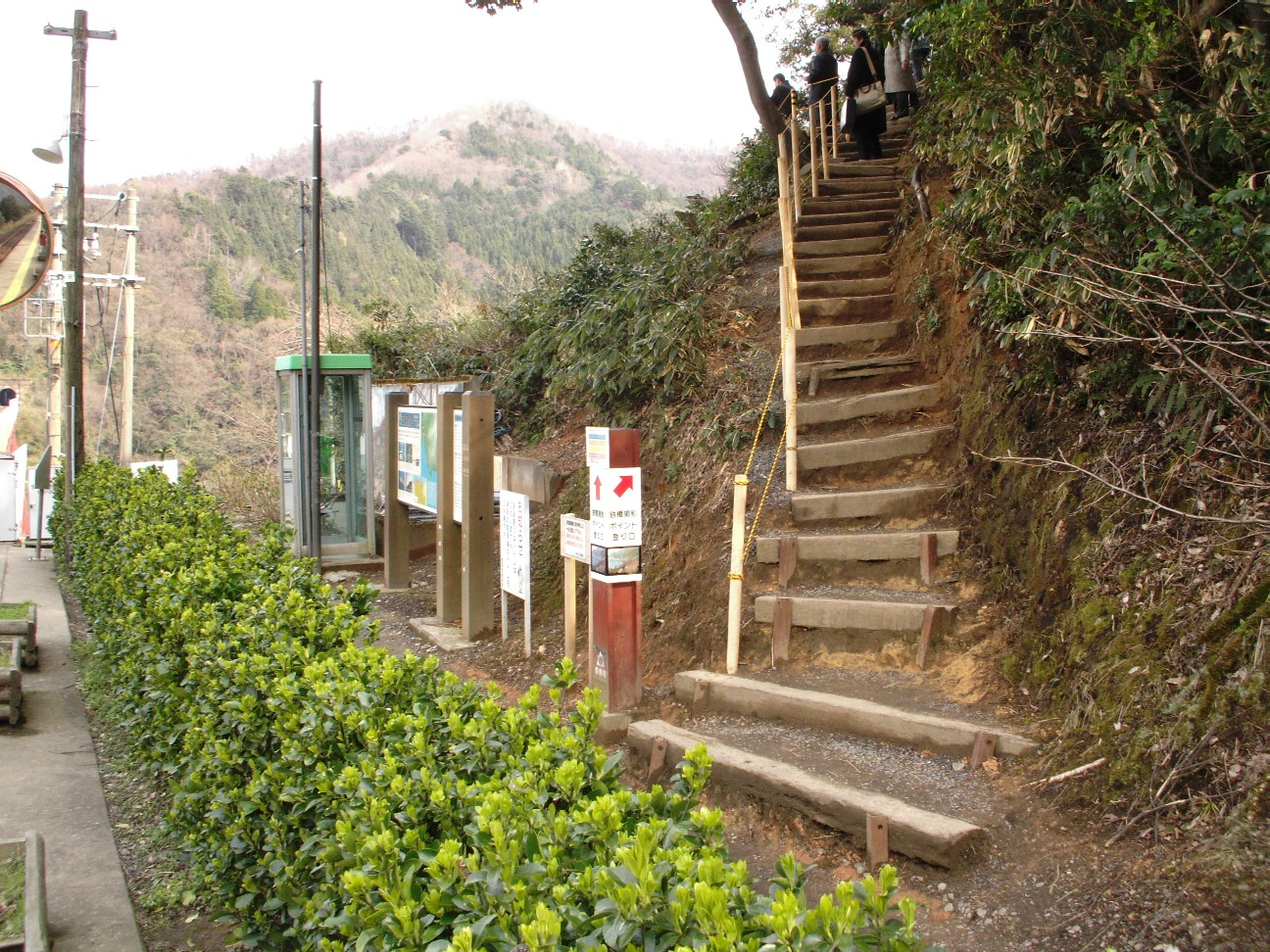
전망대로 향하는 길 (2007년 3월)
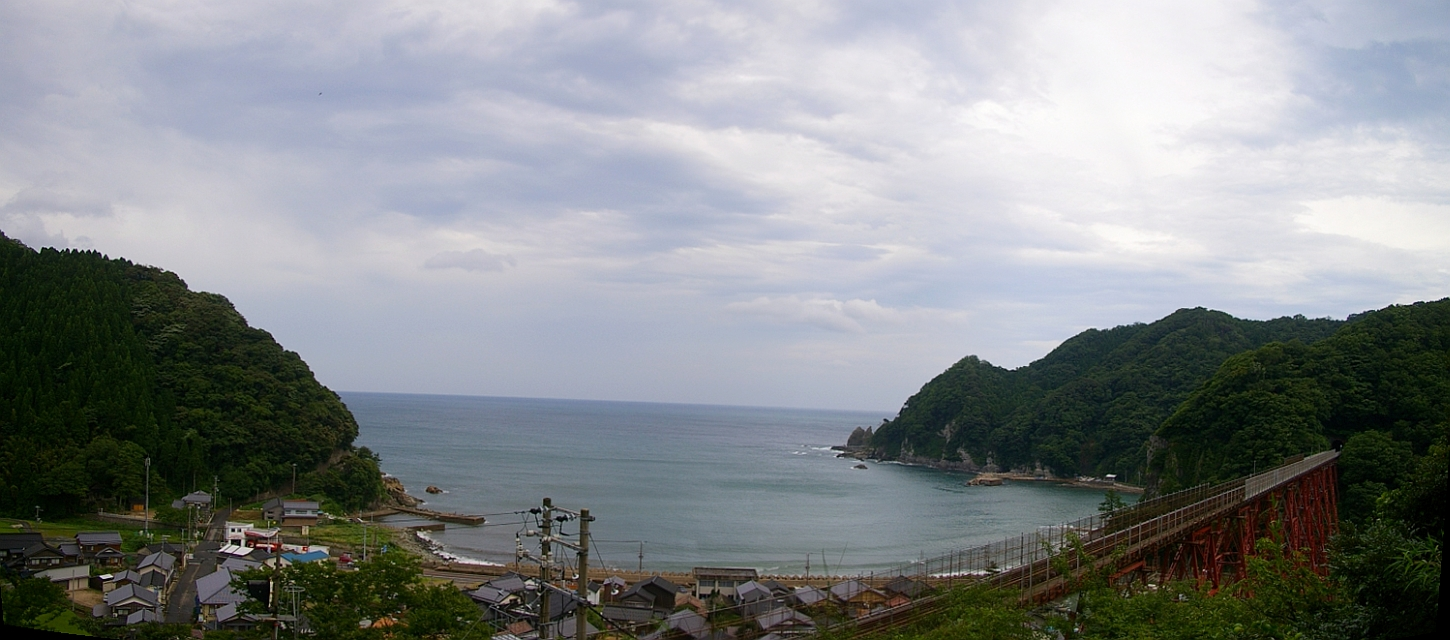
전망대에서 본 모습 (2006년 8월)
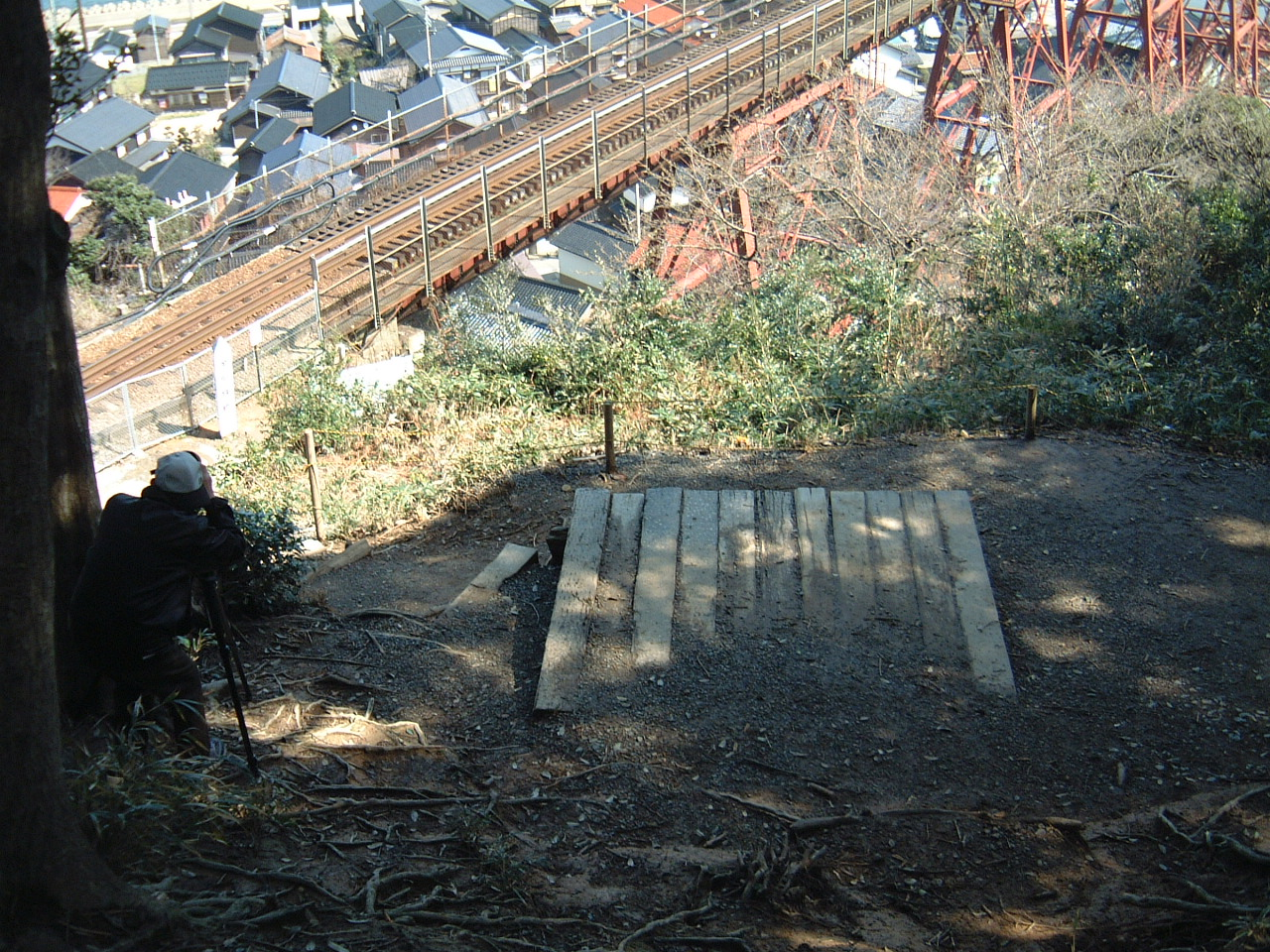
전망대의 사진 촬영 지점
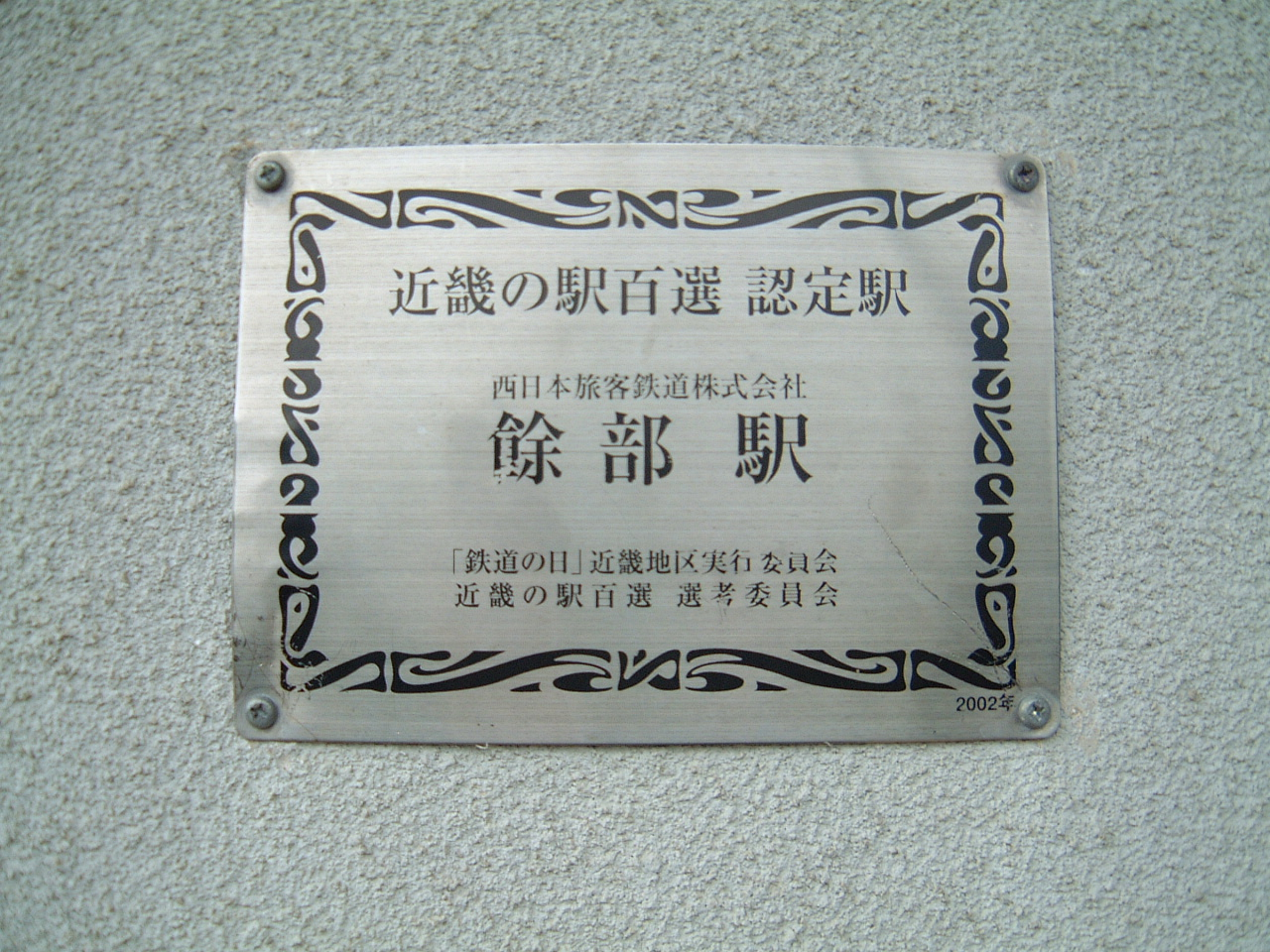
긴키의 역 100선에 선정되었음을 기념하는 표식
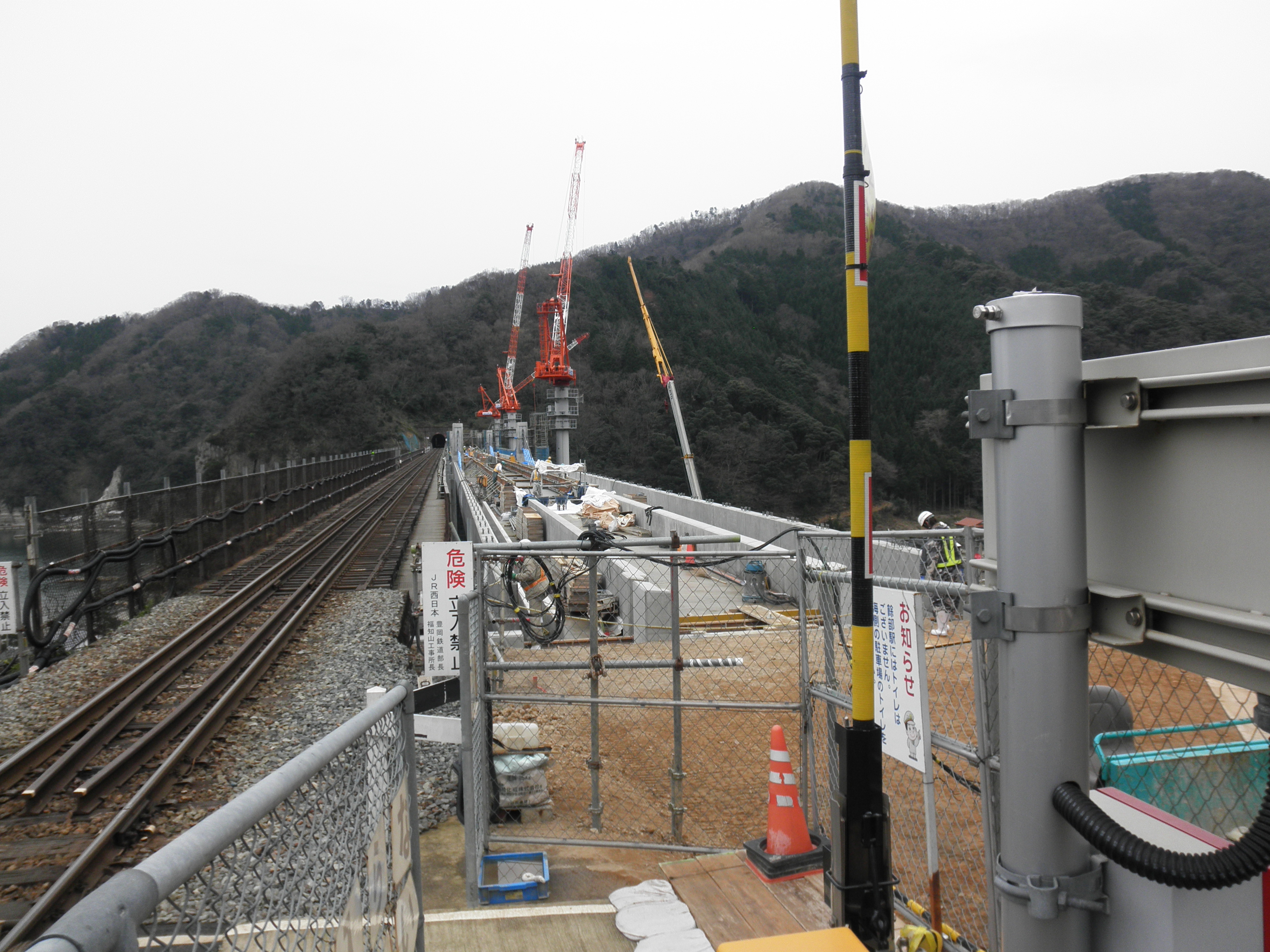
지어지고 있는 새 교량
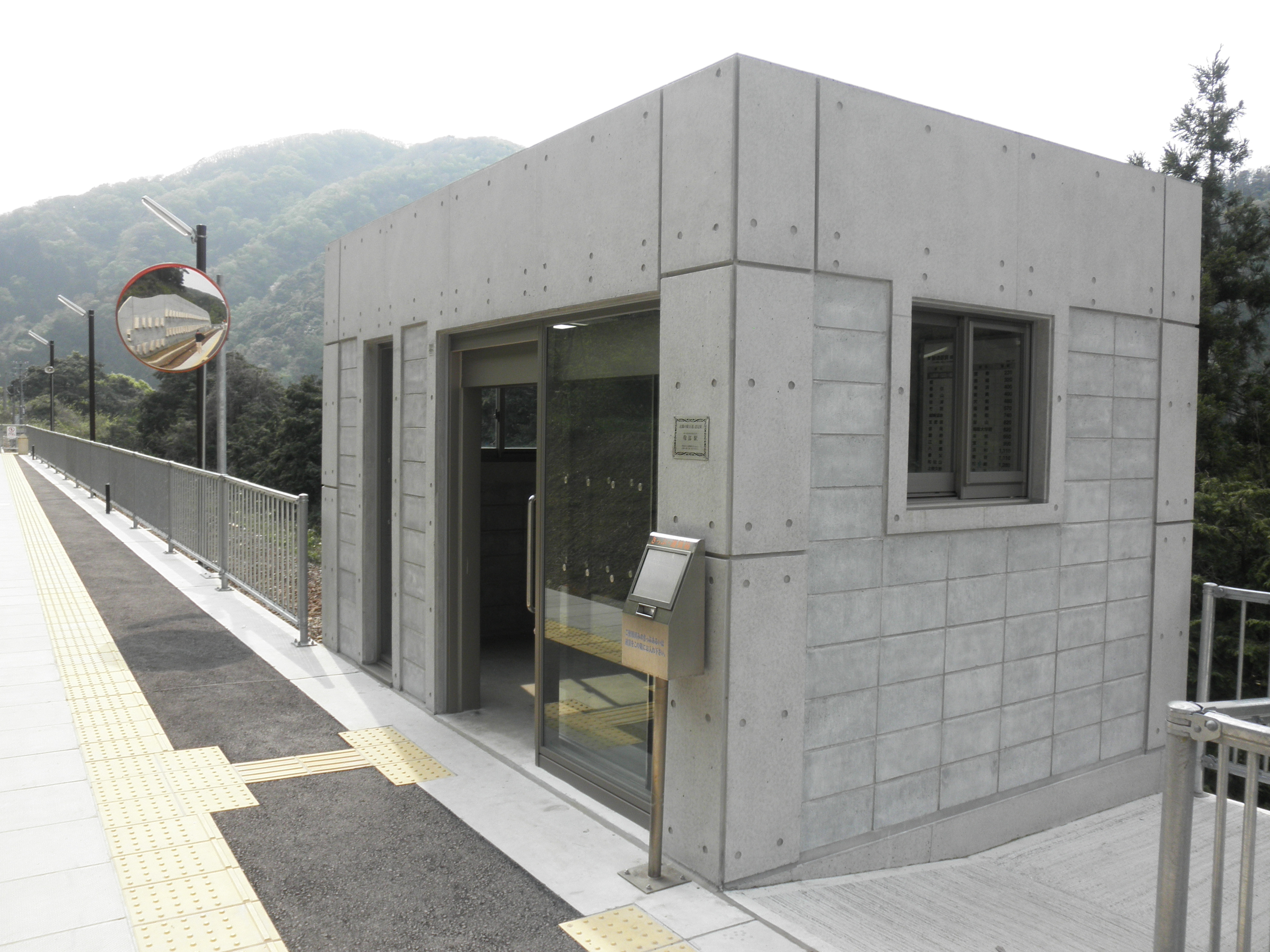
새 교량 개통 이후의 아마루베 역 (2011년 4월 30일)

## 역사
- 1959년 4월 16일 - 일본국유철도 산인 본선 요로이 역 ~ 구타니 역 사이에 신설 개업.
- 1986년 12월 28일 - 아마루베 철교 열차 추락 사고가 일어났다.
- 1987년 4월 1일 - 민영화에 따라 서일본 여객철도의 소속이 되었다.
- 2008년 2월 29일 - 아마루베 철교 공사에 따라 가설 통로와 건널목이 놓였다.
- 2010년 7월 17일 ~ 8월 12일 - 아마루베 철교의 공사에 따라 영업이 중지되었다. 공사 기간 동안 셔틀 버스가 운행되었다.[6]

## 인접역
| 서일본 여객철도 산인 본선 | 서일본 여객철도 산인 본선 | 서일본 여객철도 산인 본선 |
| ------------------------- | ------------------------- | ------------------------- |
| 요로이 교토 방면          | ■ 산인 본선               | 구타니 돗토리 방면        |